# 다카시마 아야
다카시마 아야(일본어: 高島 彩, 1979년 2월 18일 ~ )는 일본 포닉스 소속 아나운서, 전(前) 후지TV 소속 아나운서이다. 아버지는 배우 류자키 카츠(본명 : 다카시마 후미아키)로, 다카시마가 5살이 되던 때에 간경변으로 돌아가셨기 때문에 아버지의 기억은 거의 없다고 한다. 오빠는 전(前) 배우 다카시마 고.

## 경력
- 세이케이 초등학교, 중학교, 고등학교 및 동 대학교 법학부 정치학과를 졸업.
- 2001년 4월 : 후지TV에 아나운서로 입사.
- 2001년 10월 - 2002년 6월 : 자기 이름을 내건 방송 《아야팡》을 담당. 아야팡이라는 별명은 여기서 유래되었다.
- 2002년 10월 - 2003년 6월 : 《슈퍼 경마》의 사회를 담당.
- 2003년 4월 :《메자마시TV》의 메인 MC 담당.
- 2003년, 2005년 - 2008년 :《FNS의 날》MC 담당.
- 2010년 10월 1일 : 7년 반 동안 담당해온 《메자마시TV》를 졸업.
- 2010년 12월 31일 : 후지TV 퇴사.
- 2011년 1월 1일 : 포닉스로 이적, 프리 아나운서가 되었다.
- 2011년 10월 20일 : 일본의 음악그룹 유즈의 기타카와 유진과 결혼.

## 인물
- 잡지사에 근무하는 지인의 소개를 받아 도쿄 스트리트 뉴스 등에서 독자 모델을 한 경험이 있다.
- 1년 후배인 나카노 미나코와 사이가 매우 좋다. 같이 담당하는 방송이 많으며, 일 외에도 밥을 먹거나 여행을 가는 등 자주 함께 어울린다.
- 학창시절부터 《메자마시TV》의 전 MC였던 코지마 나츠코를 좋아해, 그 뒤를 이어 메인 MC가 되는게 목표였다.
- 술을 좋아하지만 아침방송을 담당하게 된 이후로는 예전처럼은 마시지 않는다.
- 요리를 잘해 방송이나 블로그에서 자주 선보인다.
- 초상화나 일러스트도 잘 그린다.
- 후지TV 사상 가장 일을 잘 소화하는 아나운서라는 절찬을 받았으며, 전(前) 아나운서 부장으로 현재 프리 아나운서인 야마나카 히데키도 같은 시기에 입사한 아나운서 중 다카시마가 가장 진행 능력에 소질이 있다고 평했다.
- 오리콘에서 조사한 <좋아하는 아나운서 랭킹>에서 5년 연속 1위를 차지, 명예의 전당에 올랐다.
- 입사한 후로 꾸준히 선거 방송 사회나 리포터를 맡고 있다.
- 2010년 8월 23일, 후지TV 퇴사 의향을 밝혔다. 본인은 부정했으나, 대부분의 매스컴은 연인인 그룹 유즈의 키타가와 유진과의 결혼이 이유라는 추측성 보도를 내보냈다. 7년 반 동안 맡아온 《메자마시TV》는 9월을 끝으로 그만두게 되었다.
- 2010년 10월 1일 《메자마시TV》에서는 다카시마의 7년 반을 30분 정도로 간추려 특별기획했는데, 이것은 극히 이례적인 일이다. 《메자마시TV》의 남성 MC인 오오츠카 노리카즈는 다카시마가 사상 최고의 여아나운서라 절찬했다.
- 방송이 끝날 때즈음, 6년간 같은 방송을 맡아왔으며 현재는 《메자마시TV》다음 시간대 방송인 《도쿠다네!》MC를 맡고 있는 절친한 후배 나카노 미나코에게 다카시마가 감사의 표시를 전했는데, 이걸 들은 나카노는 방송 시작 전부터 눈물을 흘리는 모습을 보였다.

## CD
아나운서로는 이례적으로 음반을 발매했다.

### 솔로
- 着信のドレイ(2002년 5월 22일)

### K.T
K&T : 후지TV 소속 남자 아나운서인 카루베 신이치와 결성한 유닛.
- 君の好きなヒト(2003년 12월 3일)

### T.N.T
T.N.T : 나카노 미나코, 타카기 치카코와 결성한 유닛. 방송 《메자마시TV》의 기획.
- 約束の空 (2003년 12월 3일)

### Early Morning
Early Morning : 나카노 미나코와 결성한 유닛. 2번째로 발매한 싱글은 오리콘 차트에서 4위를 기록했다.
1. おいてけぼりのThirty (2009년 4월 29일)
2. かみさまでもえらべない。(2009년 9월 22일)

## 같이 보기
- 나카노 미나코
- 히라이 리오
- 쇼노 요코